# 安徽工程大学
安徽工程大学（英文：Anhui Polytechnic University，简称安工程），位于安徽省芜湖市，是一所以工为主的多科性高等院校，为安徽省重点建设院校。学校是国家中西部高校基础能力建设工程（二期）项目建设高校。学校前身为1935年创办的安徽私立内思高级职业学校，后经历芜湖电机制造学校、芜湖机械学校、安徽机电学院、安徽工程科技学院几个办学阶段，2010年更名为安徽工程大学。

## 校史沿革
学校前身是1935年9月建立的“安徽私立内思高级职业学校”。1938年9月，更名为“芜湖市私立内思中学”。1946年2月，改名“芜湖市私立内思工业职业学校”。后历经皖南区芜湖市私立内思工业职业学校、皖南区芜湖工业学校、芜湖电力学校、芜湖电机制造学校、芜湖电机制造专科学校等几个阶段。1972年9月，改名为芜湖机械学校。1978年12月，学校升格为本科院校，并更名为安徽机电学院。2001年12月，更名为“安徽工程科技学院”。2010年3月，经教育部批准更名为安徽工程大学。2015年起，学校整体进入本科第一批次招生。

## 院系专业

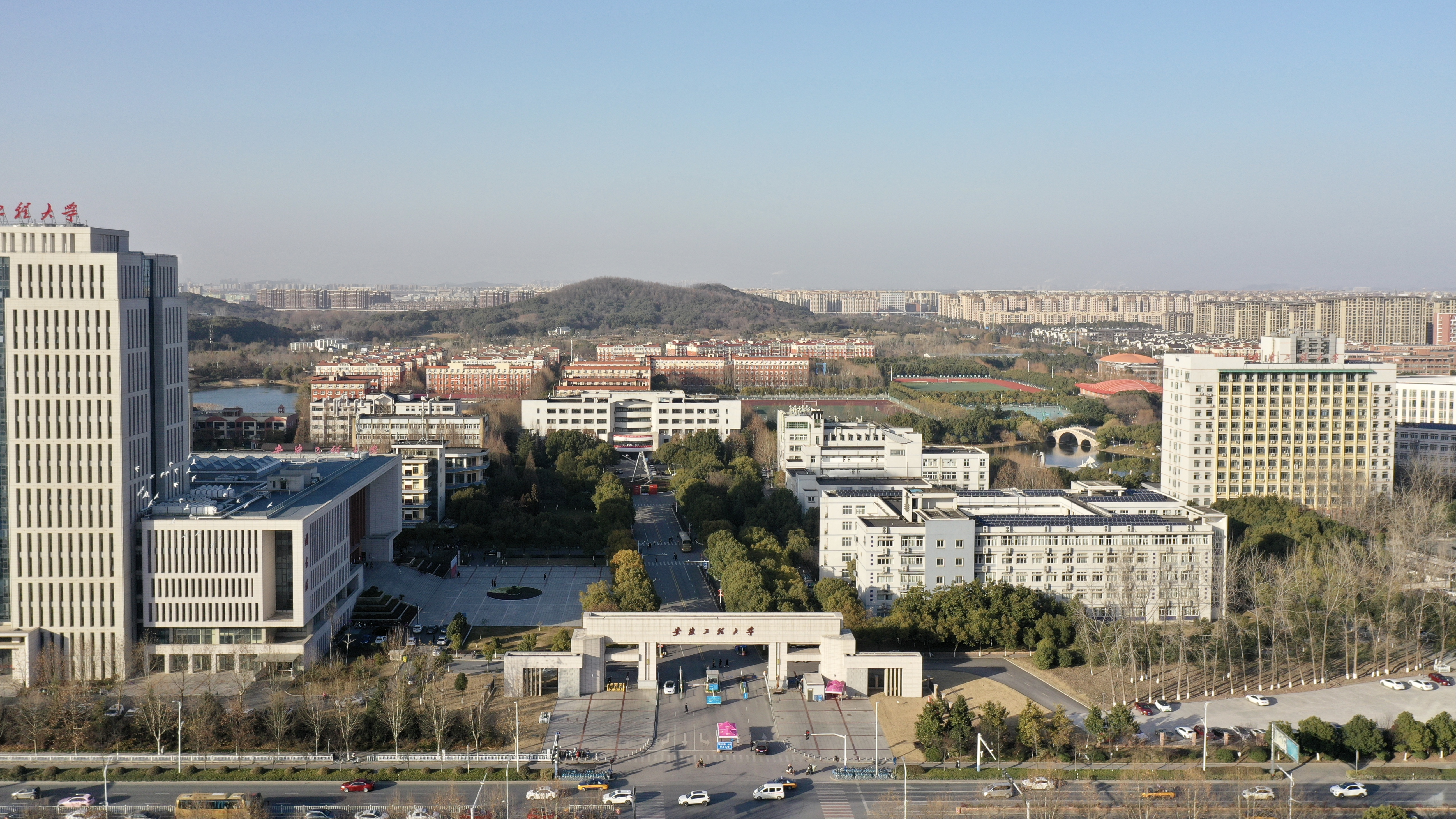
安徽工程大学东南1号门及背后校区。

学校设有16个二级学院和继续教育学院。本科生培养方面，有60余个本科专业，涵盖工、理、文、管、经、法、艺等门类，其中国家级、省级特色专业14个，国家级、省级综合改革试点专业15个，国家级、省级卓越人才教育培养计划专业12个；建有国家级大学生校外实践教育基地；依托机器人工程、数据科学与大数据技术、人工智能、智能科学与技术等新工科专业在安徽省高校率先成立人工智能学院。研究生培养方面，学校作为省级博士立项建设单位，有17个一级学科，11个硕士专业学位授权类别，建有省级产学研联合培养研究生示范基地和省级专业学位案例库、教学案例推广中心。
| - 机械工程学院 - 材料科学与工程学院 - 电气工程学院 - 纺织服装学院 - 化学与环境工程学院 - 生物与食品工程学院 - 经济与管理学院 - 艺术学院 - 继续教育学院 | - 计算机与信息学院 - 数理与金融学院 - 人文学院 - 外国语学院 - 体育学院 - 建筑工程学院 - 马克思主义学院 - 人工智能学院 |

## 知名校友
- 钱神恩：1982年毕业于应用电子技术专业，加拿大工程院院士。
- 张幸红：1995年毕业于机械工程系，现任哈尔滨工业大学航天学院教授，国家杰出青年基金获得者，教育部长江学者特聘教授。
- 潘兵：1999年毕业于机械工程专业，现任北京航空航天大学航空科学与工程学院研究员，国家杰出青年基金获得者。
- 晏维龙：1987年毕业于铸造专业，现任南京审计大学党委书记。
- 徐建平：1982年毕业于机械制造专业，现任安徽绿海商务职业学院院长。
- 张光胜：1986年毕业于铸造专业，现任安徽机电职业技术学院党委书记。
- 乔兴力：1984年毕业于铸造专业，现任安徽省商务厅副厅长。
- 黄林沐：1988年毕业于食品科学与工程专业，现任安徽省黄山市委副书记。
- 钱沙泉：1982年毕业于机械制造专业，现任安徽省马鞍山市委副书记、市纪委书记。
- 范宏明：1982年毕业于机械制造专业，现任宁夏回族自治区经信委副主任。
- 王有军：1983年毕业于机械制造专业，现任安徽省经信委副主任。
- 李晓梅：1983年毕业于机械制造专业，现任安徽省合肥市政协副主席。
- 储双杰：1987年毕业于铸造专业，现任宝钢股份常务副总经理。
- 张屏：1984年毕业于机械制造专业，现任奇瑞汽车常务副总经理。
- 李健：2001年毕业于管理工程专业，现任人人车CEO。
- 束龙胜：1984年毕业于工业电气化专业，现任安徽鑫龙电器股份公司董事长。
- 孙尚传：1986年毕业于工业自动化专业，现任深圳市大富科技股份公司董事长。